# George Robert Gissing

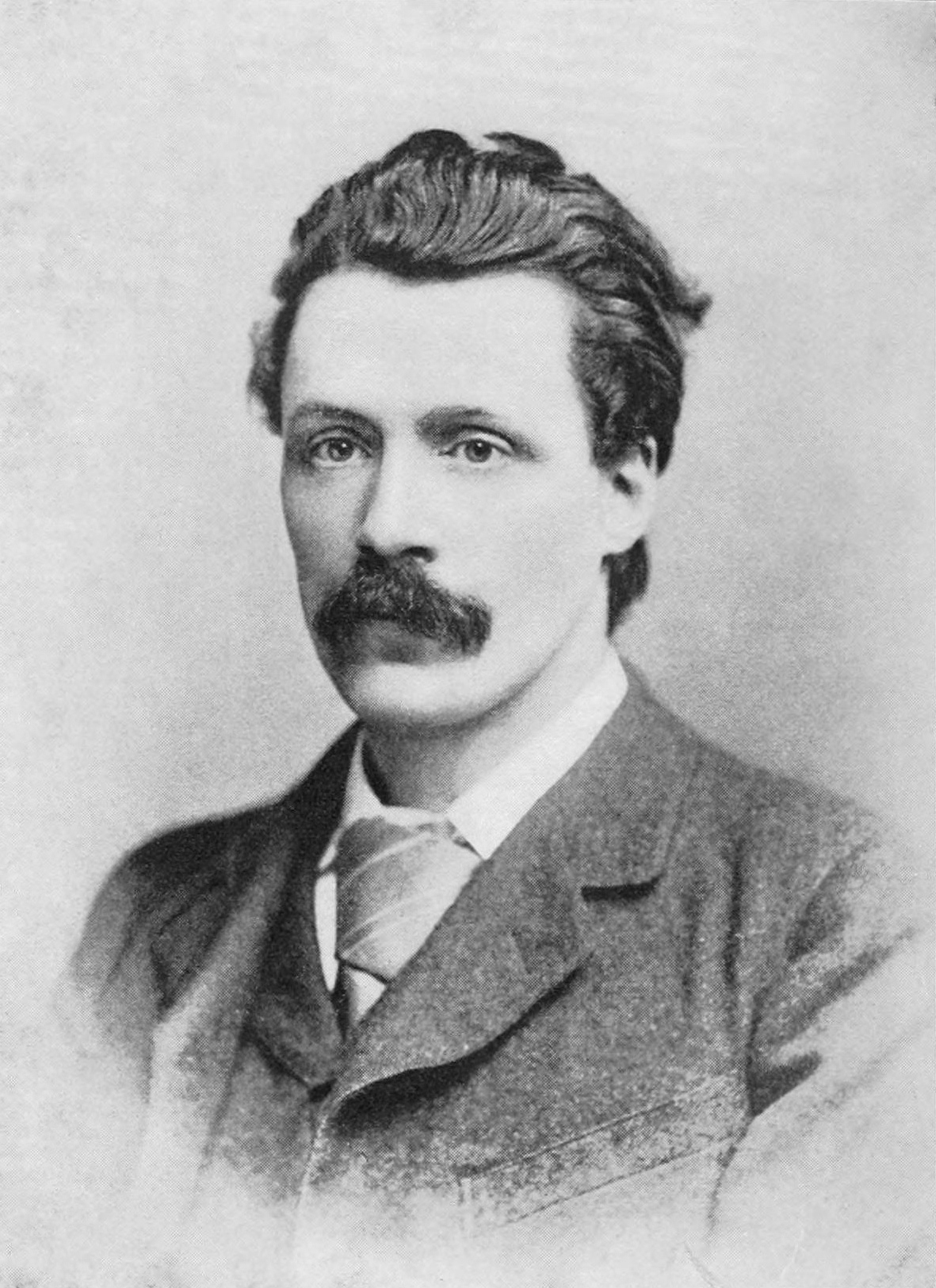
George Robert Gissing, Schriftsteller

George Robert Gissing (* 22. November 1857 in Wakefield, Yorkshire; † 28. Dezember 1903 in Ispoure, Saint-Jean-Pied-de-Port, Südfrankreich) war ein englischer Schriftsteller.
Mit George Orwell gesprochen, war er „ein Chronist der Vulgarität, des Elends und des Versagens.“ Den Glauben an die moralische Widerstandskraft der Lohn- oder Zeilengeldsklaven wie auch ihrer Führer hatte er früh verloren. Die Kritik zählt ihn zu den bedeutendsten englischsprachigen Erzählern des Übergangs vom Realismus zum Naturalismus. Für Valentine Cunningham ist er „Englands Zola“. Der lungenkranke „pessimistische Schilderer des Londoner Proletariats“ starb schon mit 46 Jahren.

## Leben und Werk
Mit 13 Jahren verliert Gissing seinen Vater, einen Apotheker. Ein Stipendium ermöglicht dem klugen und an Literatur interessierten Jungen den College-Besuch. Er begeistert sich für Arthur Schopenhauer, Émile Zola, Charles Dickens (über den er später eine rühmende Studie verfasst) und die russischen Erzähler Iwan Sergejewitsch Turgenew und Fjodor Dostojewski. Er zeigt glänzende Leistungen, gewinnt sogar den vom College verliehenen Shakespeare-Preis, doch die Liebe zu der jungen Prostituierten Marianne Helen Harrison, genannt „Nell“, setzt seiner akademischen Laufbahn ein vorzeitiges Ende: als er Nell nicht mehr unterstützen kann, bestiehlt er Mitstudenten, was ihm einen Monat Gefängnis (in Manchester) und die Relegation vom College einbringt.
1876 schifft sich Gissing auf Vorschlag seiner Mutter und dank Freundeshilfe nach den USA ein, wo er sich nach einer Hungerzeit mit Kurzgeschichten für die Chicago Tribune über Wasser halten kann. Nach einem Jahr zurückgekehrt, geht er mit Nell nach London, um sich als Romanautor zu versuchen. 1879 heiratet er Nell. 1880 stirbt Gissings Bruder William an Tuberkulose. Gissings Frau verfällt dem Alkohol. 1882 trennt er sich von ihr, unterstützt sie aber weiter finanziell – im Rahmen seiner dürftigen Einkünfte, die er hauptsächlich mit Privatunterricht verdient. Sie stirbt 1888 an den Folgen von Trunksucht und Syphilis.
Auch eine zweite Ehe, die Gissing 1891 mit der Tochter eines Steinmetzen Edith Underwood schließt, verläuft unglücklich. Das Paar geht nach Exeter. Edith zeigt für Literatur wenig Verständnis, hingegen soll sie zu Wut- und Gewaltausbrüchen neigen. Er trennt sich 1897 von ihr. Von den beiden gemeinsamen Söhnen bleibt der eine bei Edith, der andere ist schon vor der Trennung bei Gissings Schwestern in Wakefield untergebracht worden. 1902 wird Edith amtlich für geisteskrank erklärt und in eine Anstalt eingewiesen. In all diesen Ehewirren hat Gissing einen tröstlichen Halt in der Sozialreformerin Clara Collet, die er seit Sommer 1893 kennt. Clara kümmert sich noch nach Gissings frühem Tod (1903) sowohl um Edith († 1917) als auch um die Söhne. Sie bleibt auch mit seiner französischen Geliebten Gabrielle in freundschaftlichem Briefwechsel, obwohl sich Collet selber Hoffnungen auf ein leidenschaftliches Verhältnis mit Gissing gemacht hatte.

### Lehr- und Zeilengeld
Gissings selbstverlegter Roman-Erstling Workers in the Dawn von 1880 erweist sich als Reinfall. Sein Selbstvertrauen ist stark erschüttert. Eine gewisse Ermunterung durch die Kritik erfährt er vier Jahre später für Unclassed. Zum „Durchbruch“ verhilft ihm schließlich der Roman Demos (1886), der bereits die Korruption unter Arbeiterführern thematisiert. Nun folgen seine Romane fast im Jahresabstand, doch er ist geschäftsuntüchtig, die Verleger nutzen ihn aus. In den Jahren 1888–90 hält er sich für etliche Monate in Griechenland und Italien auf. Das Unterrichten hat er inzwischen aufgegeben. Sein nächster Roman The Emancipated (1890) handelt von freidenkerischen britischen Auswanderern. Im anbrechenden Jahrzehnt schreibt Gissing seine bekanntesten Werke, darunter New Grub Street (Zeilengeld) und Born in Exile.
Inzwischen erheben einige Kritiker Gissing bereits in den Rang von George Meredith oder Thomas Hardy. Er macht die Bekanntschaft prominenter Kollegen wie Henry James, H. G. Wells, Joseph Conrad. 1897/98 bereist er erneut Italien. Zurückgekehrt, begegnet ihm die Französin Gabrielle Fleury, die Zeilengeld übersetzen möchte. Sie verlieben sich ineinander, korrespondieren ausgiebig und lassen sich 1899 in Frankreich nieder. Laut Cunningham trägt auch diese Geliebte – mitsamt ihrer zu Rosskuren neigenden Mama – nicht gerade zu Gissings Gesundung bei. 1901 verbindet Gissing einen Besuch bei H. G. Wells in England mit einem Sanatoriumsaufenthalt in Suffolk. 1903 erscheinen seine Betrachtungen The Private Papers of Henry Ryecroft, die ihm noch einmal viel Beifall einbringen. Der völlig überarbeitete, gehetzte und entkräftete Gissing stirbt Ende desselben Jahres: Auslöser ist eine Erkältung, die er sich bei einer Winterwanderung zuzieht.

### Unter Barbaren
Wie Russell Kirk darlegt – und auch aus Ryecroft hervorgeht –, hatte sich Gissing bereits um 1885 von seinen sozialistischen Jugendidealen abgewandt. Er belächelte sie und stellte der „brutalen Herrschaft des halbgebildeten Pöbels“ seinen Glauben an eine „Aristokratie des Geistes“ entgegen, die Jules Romains vorwegzunehmen scheint. Diese „Massenfeindlichkeit“ ist ihm auch von Literaturwissenschaftlern der DDR angekreidet worden. Orwells Kennzeichnung ist ähnlich, enthält sich jedoch eines Bannspruchs. Für ihn litt Gissing unter den überholten viktorianischen Konventionen, die armen, aber intelligenten Schluckern den Alltag zur Qual machten. Die Säulen dieser Normen waren das Geld und die Frauen. Gissing hätte gern ein bisschen Wohlstand abbekommen, um sich ungezwungen in kultivierte Lektüre versenken zu können, doch das, was wir „soziale Gerechtigkeit“ nennen würden, habe ihn nicht interessiert. Weder habe er die Arbeiterklasse als solche noch die Demokratie bewundert. „Er wollte nicht für die Menge sprechen, sondern für den außergewöhnlichen, empfindsamen, unter Barbaren isolierten Mann.“
Gissing habe sich für den einzelnen Menschen interessiert, so Orwell weiter. Die Tatsache, dass er dessen unterschiedliche, oft widerstreitenden Motive wohlwollend betrachtet habe und aus deren Kollision eine glaubwürdige Geschichte zu machen verstand, verleihe Gissing eine außergewöhnliche Stellung unter den englischen Schriftstellern. Dem tue es keinen Abbruch, wenn seine Prosa im herkömmlichen Sinne nie schön, streckenweise sogar grässlich sei. Auch Meyers Lexikon hebt an Gissings Romanen schon früh die trefflichen Charakter- und Milieuschilderungen hervor, bescheinigt ihm allerdings einen „klassischen Stil“. Dafür bemängelt es „uneinheitlichen Aufbau“. Für Kindlers schließlich hat sich Gissings Erzählstil „nie ganz aus der viktorianischen Tradition“ gelöst.

## Werke
- Workers in the Dawn (Arbeiter in der Dämmerung), Roman, 1880
- The Unclassed (Die Klassenlosen), Roman, 1884
- Isabel Clarendon, Roman, 1885
- Demos, Roman, 1886
- Thyrza, Roman, 1887
- A Life's Morning, Roman, 1888
- The Nether World (Die Unterwelt), Roman, 1889
- The Emancipated, Roman, 1890
- New Grub Street, Roman, 1891, deutsch Zeilengeld, Nördlingen 1986, Reihe Die Andere Bibliothek[9]
- Denzil Quarrier, Roman, 1892
- Born In Exile (Im Exil geboren), Roman, 1892[10]
- The Odd Women, Roman, 1893, deutsch Die überzähligen Frauen, Frankfurt/Main 1999
- In the Year of Jubilee, Roman, 1894
- Eve's Ransom, Roman, 1895
- The Paying Guest, Roman, 1895
- Sleeping Fires, Roman, 1895
- The Whirlpool, Roman, 1897
- Human Odds and Ends, Erzählungen, 1898
- The Town Traveller, Roman, 1898
- Charles Dickens: A Critical Study, 1898
- The Crown Of Life, Roman, 1899
- By the Ionian Sea, 1901, deutsch Am Ionischen Meer: ein Streifzug durch Süditalien, Schellenberg/Lichtenstein 2003[11]
- Our Friend the Charlatan, Roman, 1901
- The Private Papers of Henry Ryecroft, Betrachtungen, 1903

posthum veröffentlicht
- Veranilda, Roman, 1903 (unvollendet), edited by Markus Neacey, Grayswood Press, 2022, ISBN 978-1-7396203-1-8
- Will Warburton, Roman, 1905
- The House of Cobwebs, Erzählungen, 1906
- Stories and Sketches, 1938